# Jeremias Süßner

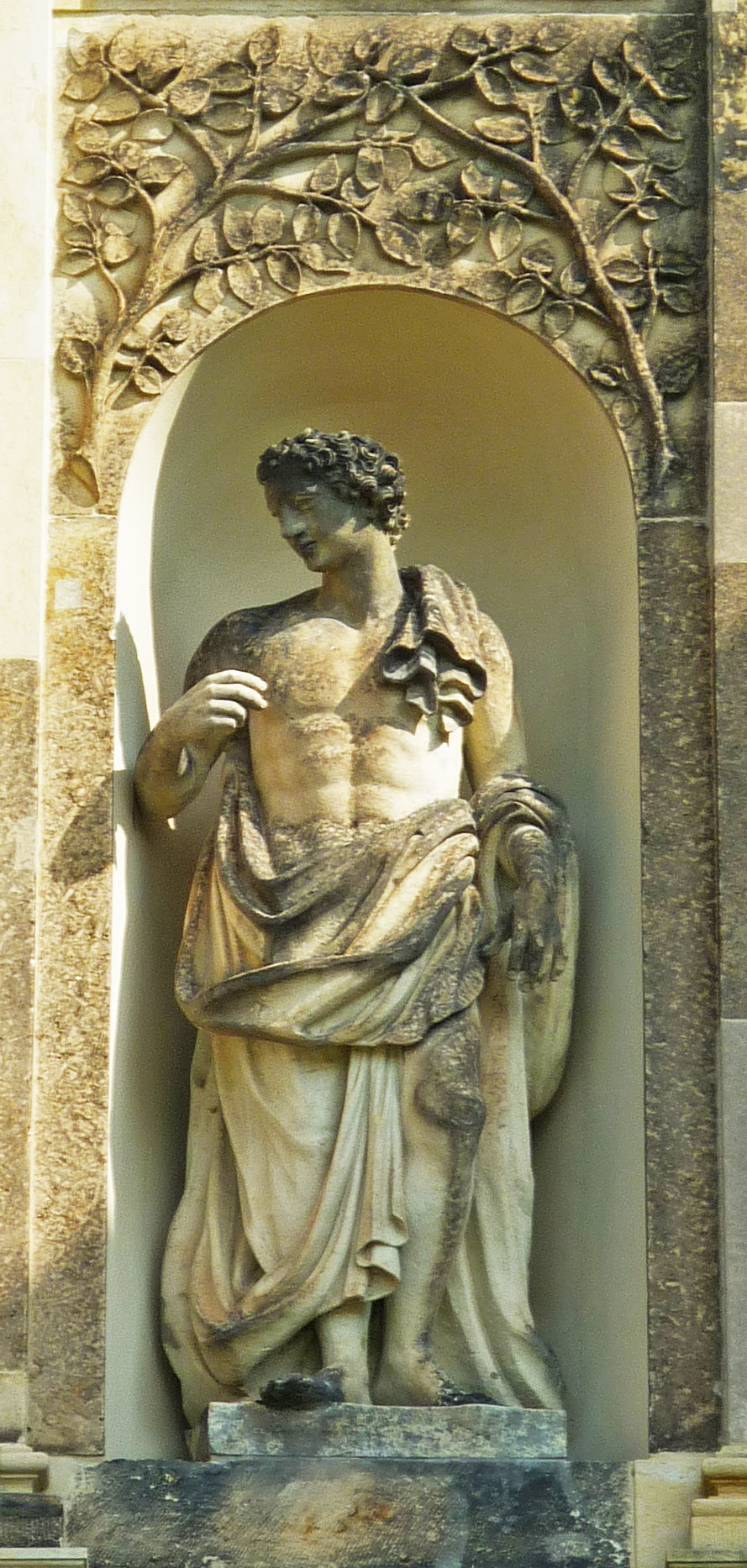
Allegorie am Palais im Großen Garten, Dresden (um 1683)

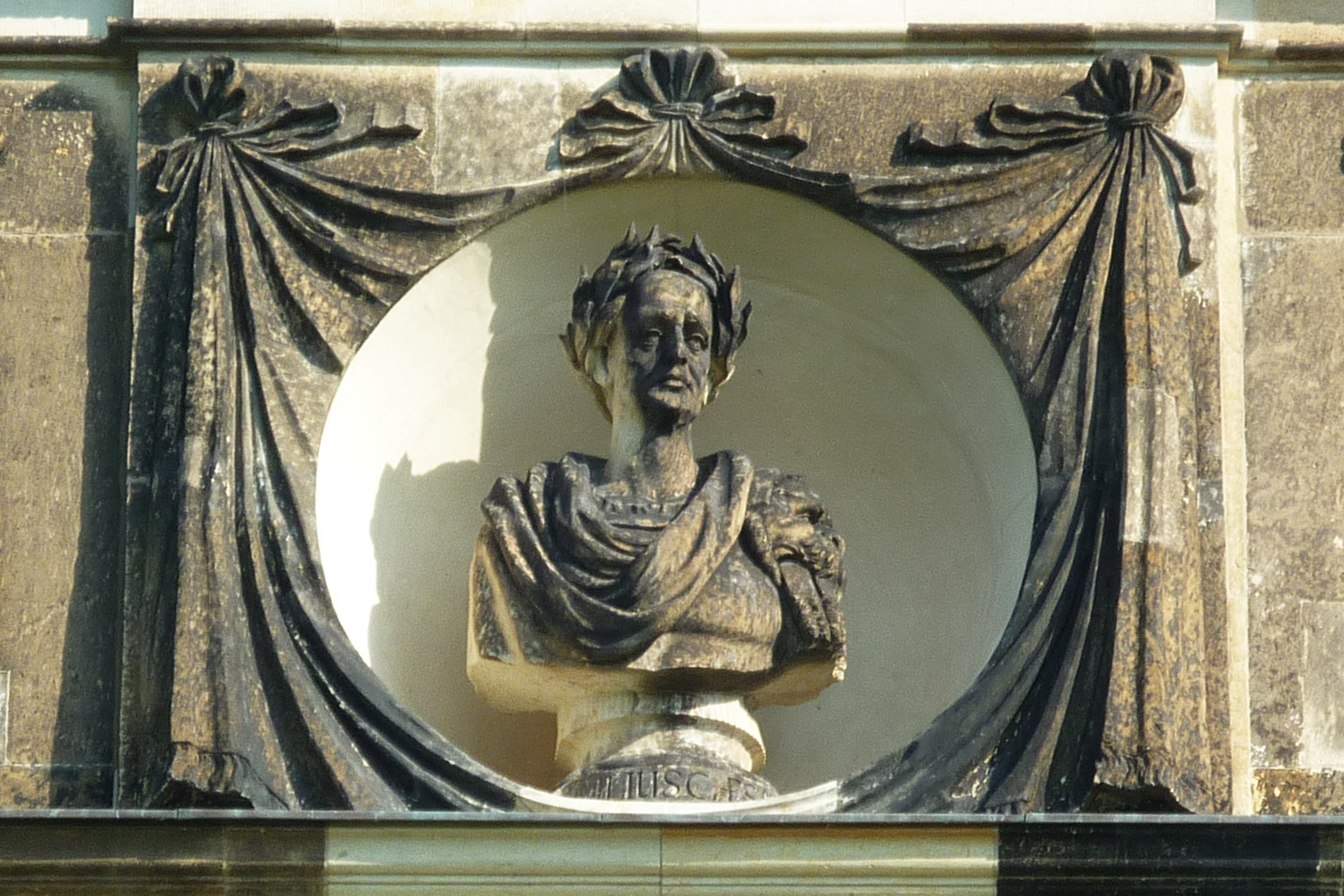
Kaiserbüste am Palais im Großen Garten, Dresden (um 1683)

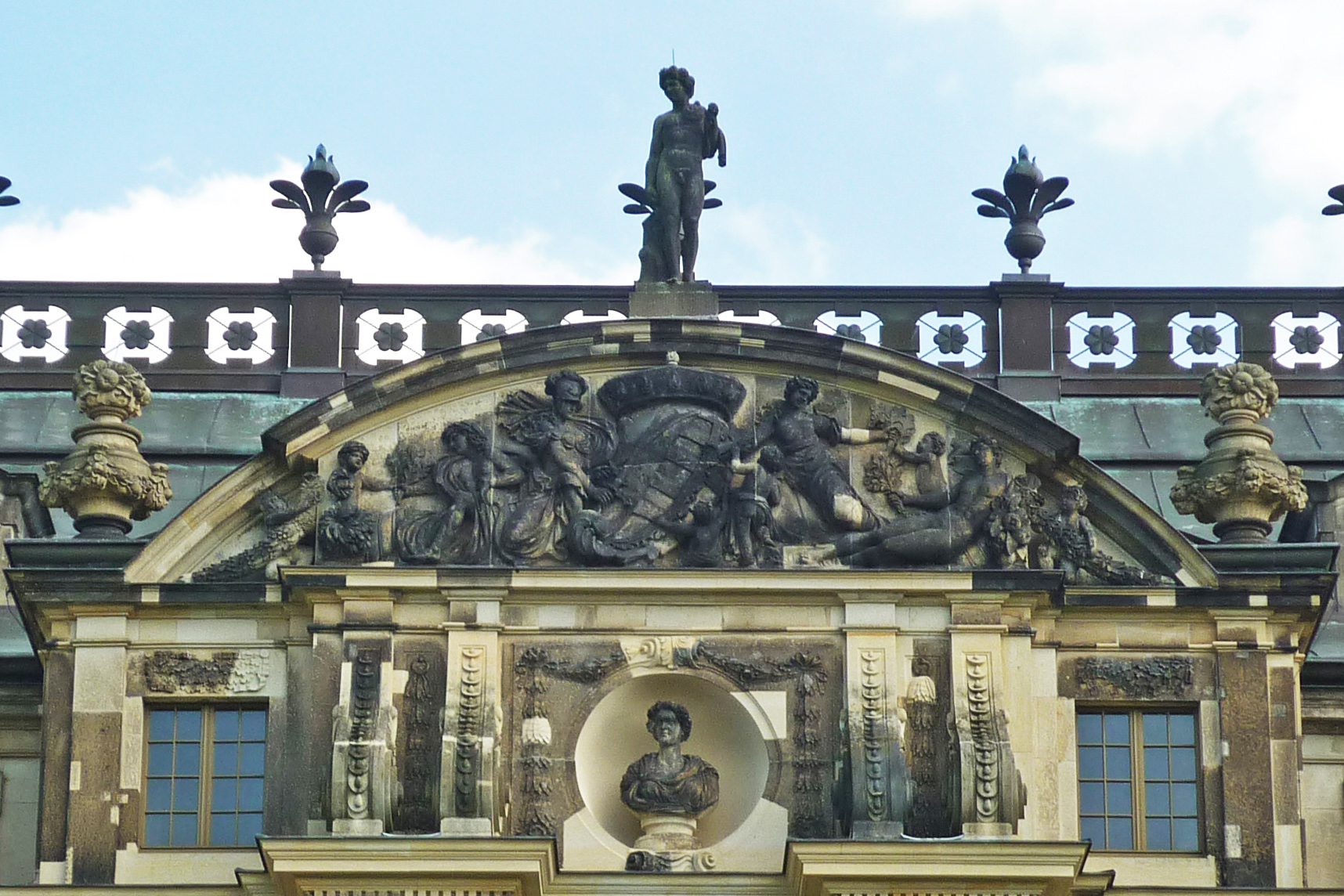
Westgiebel am Palais im Großen Garten, Dresden (um 1683)

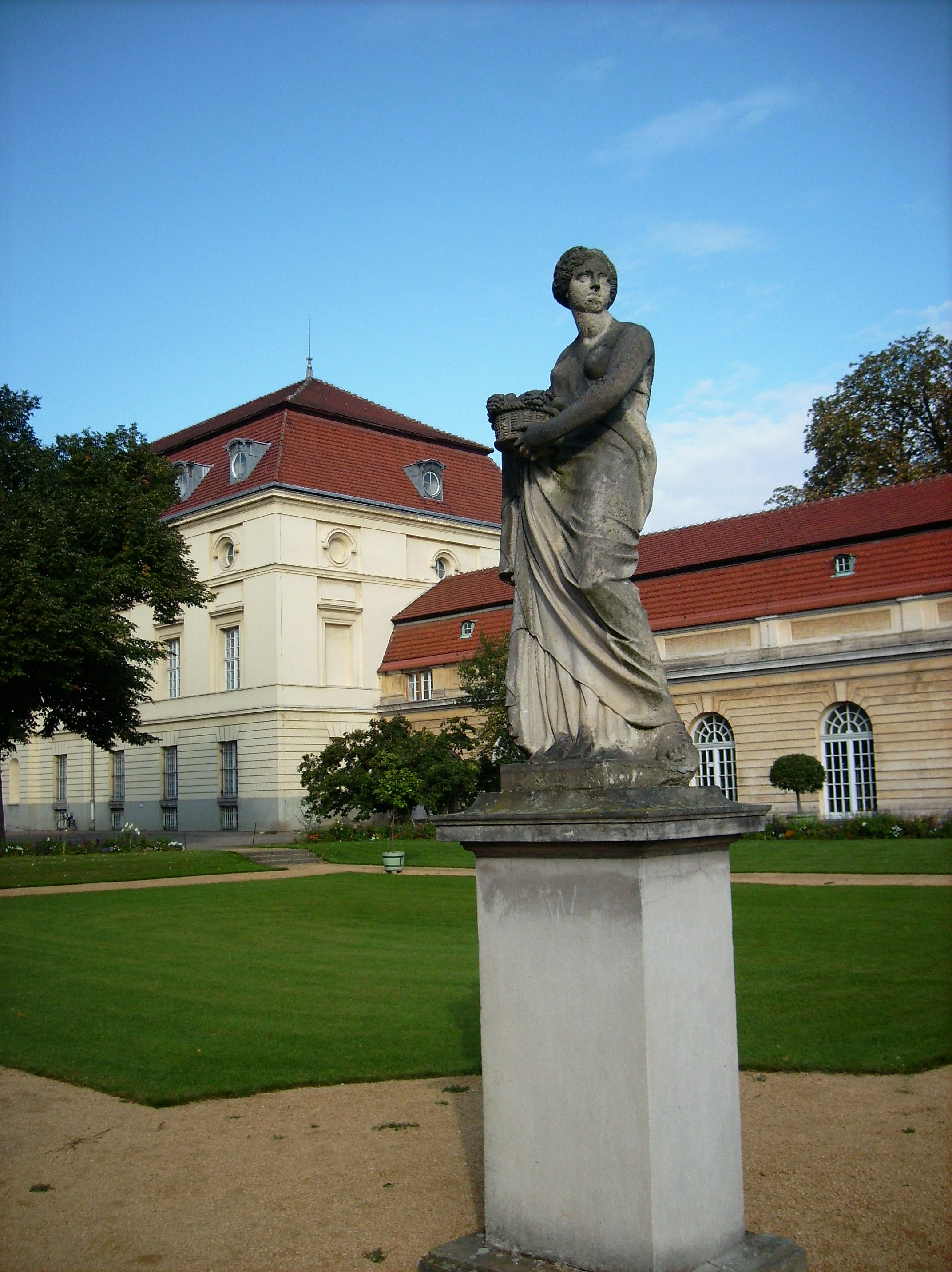
Skulptur Pomona von Jeremias Süßner am Schloss Charlottenburg (1688)

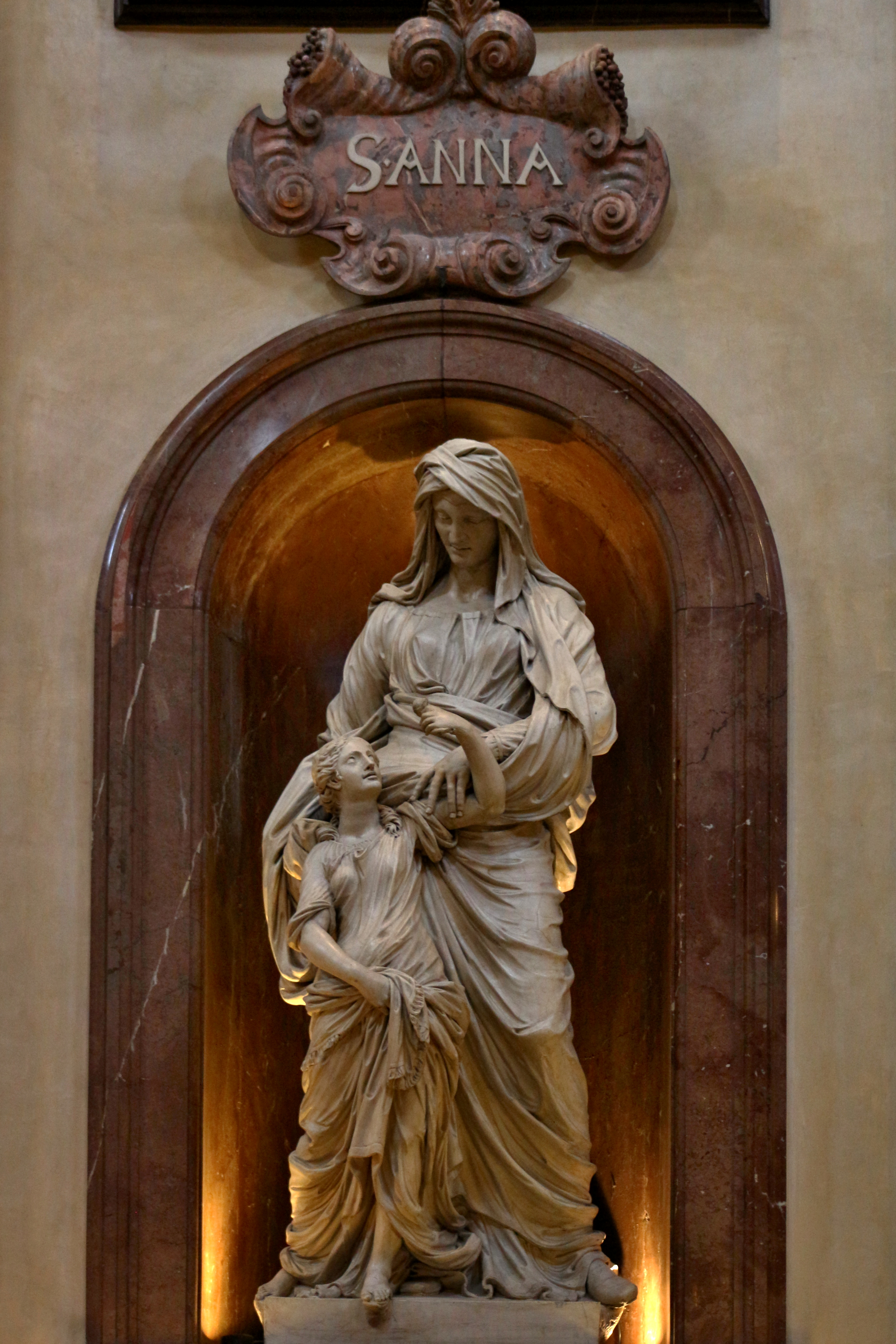
Statue der Hl. Anna in der Kreuzherrenkirche zu Prag (1689/90)

Jeremias Süßner  (* 12. Dezember 1653 in Schlackenwerth; † 5. Juni 1690 in Dresden) war ein deutscher Bildhauer, der zusammen mit seinem Bruder zur Zeit des Barock eine Bildhauerwerkstatt in Dresden betrieb.

## Leben
Jeremias Süßner wurde als Sohn von Paulus und Anna Süßner geboren. Er war vermutlich der ältere Bruder von Conrad Max Süßner und wurde vielleicht zunächst um 1668/70 Schüler des Bildhauers Johann Heinrich Böhme dem Älteren in Schneeberg, der dort die damals wichtigste Bildhauerwerkstatt in Sachsen betrieb. Süßner könnte seinem Stil entsprechend anschließend eine gewisse Zeit in den 1670er Jahren in Italien verbracht haben; dafür fehlen aber konkrete Belege.
In den 1670er Jahren soll er den Umbau des Schlosses Reichstadt im Auftrag des Herzogs Julius Franz von Sachsen-Lauenburg betreut haben. Dies ist aber ein ungelöstes Problem.
Spätestens 1679/80 richtete Jeremias Süßner in Dresden ein eigenes Atelier ein, das er zusammen mit seinem Bruder Conrad Max führte. Die Werkstatt lieferte sowohl Stein- als auch Stuckfiguren. Da die beiden Brüder über zehn Jahre lang eng zusammenarbeiteten, lassen sich die Anteile beider an einigen Werken nicht mehr sicher trennen. Der Tendenz nach wird Jeremias ein antikisch-beruhigter und Conrad Max ein mehr dynamischer Stil zugeschrieben.
Die Süßner-Werkstatt arbeitete in Dresden zusammen mit den örtlichen Werkstätten anderer Bildhauer wie dem kürzlich aus Italien zurückgekehrten George Heermann zunächst vor allem für den kursächsischen Hof. Hier bot allem voran das Großprojekt des Palais im Großen Garten mit seinen zahlreichen Figuren an den Fassaden und im Innenraum viel Arbeit.
1685 trat Jeremias Süßner in Verbindung mit dem kurfürstlichen Hof in Berlin, führte aber die Dresdener Werkstatt weiter. Er schuf damals für den brandenburgischen Kurfürsten Friedrich Wilhelm eine (verschollene) Alabasterbüste. In der Folgezeit lieferte er nach den Rechnungsbelegen aus Dresden 12 Statuen nach Brandenburg.
1689 schuf er drei Statuen für die Kreuzherrenkirche in Prag, die erst nach seinem Tod 1690 an den Bestimmungsort geliefert wurden. Im selben Jahr erfolgte der Umzug nach Berlin, dort wurde er am 29. Juni 1689 zum kurfürstlichen brandenburgischen Hofbildhauer ernannt. In diesem Zusammenhang rechnete er 20 Büsten ab. Schwer erkrankt kehrte er 1690 nach Dresden zurück und starb dort am 5. Juni an Typhus.

## Werke (Auswahl)
- 1680–83: 12 Kaiserbüsten (mit Werkstattbeteiligung), vier große Allegorien und der stadtseitige Giebel am kurfürstlichen Palais im Großen Garten in Dresden, zusätzlich zwei (1945 zerstörte) weibliche Büsten und vier (zerstörte) weibliche Stuckstatuen im Saal des Obergeschosses[7]
- um 1683/86: (1945 zerstörte) Büste eines Kaisers an der Gartenfront Landhausstraße 13, Wohnhaus des Architekten Johann Georg Starcke, Dresden[8]
- 1685: Stuckbüsten für den brandenburgischen Hof, zwölf Cäsaren und vier Kaiserinnen, Berlin
- 1687: Sandsteinfigur Flora, Schlosspark Charlottenburg in Berlin-Charlottenburg
- 1688: Sandsteinfigur Pomona, Schlosspark Charlottenburg vor der Orangerie, Berlin
- 1683–1690: Karyatiden an der Balustrade im Schlosspark von Schloss Reichstadt (zusammen mit Johann Caspar Süßner und Matthias Süßner), Zákupy (Reichstadt) in Nordböhmen
- 1687–1690: vier große Statuen auf der Attika und zwei Liegefiguren am Eingangsportal vom Schloss Oranienburg
- 1687–1690: Sandsteinskulpturen für den Schlosspark in Oranienburg, später umgesetzt nach Charlottenburg, Berlin
- 1689/90: Statuen des hl. Joachim, der hl. Anna mit Maria und der hl. Barbara in der Kreuzherrenkirche in Prag. Sie wurden nach dem Tode des Bildhauers nach Prag geliefert und sind urkundlich als das Werk des Jeremias nachweisbar.
- um 1690: figuraler Schmuck des Portals im Großen Schlosshof des Residenzschlosses Dresden (Die beiden Statuen werden aber auch alternativ seinem Bruder zugeschrieben)[9]